# САО Крајина
САО Крајина, односно Српска аутономна област Крајина, била је самопроглашена српска аутономна област, која је обухватала области са српском већином на подручјима северне Далмације, Лике и Крбаве, Кордуна и Баније, у оквиру административних граница југословенске федералне јединице Хрватске. Постојала је у периоду од децембра 1990. до децембра 1991. године, када је трансформисана у Републику Српску Крајину. Главни град САО Крајине био је Книн.

## Историја
Средином 1990. године, општине са српском већином на подручју тадашње југословенске федералне јединице Хрватске приступиле су стварању регионалне заједнице, под називом: Заједница општина Сјеверне Далмације и Лике (ЗОСДЛ). Након одржавања референдума о аутономији Срба у Хрватској, који је спроведен од 19. августа до 2. септембра исте године, Српско национално вијеће је 30. септембра донело одлуку да се приступи остварењу пуне политичке и територијалне аутономије српског народа у Хрватској. Тим поводом су извршене припреме за прерастање ЗОСДЛ у српску аутономну област, што је реализовано у децембру 1990. године, када је ЗОСДЛ трансформисана у Српску Аутономну Област Крајину.
Првобитни план хрватског врха и Фрање Туђмана је био да створи националну државу Хрвата (што је и учинио изменама устава 1990. године), у саставу СФРЈ. Касније се одустало од ове идеје, и желела се нека лабава конфедерација Хрватске, и осталих југословенских земаља. Срби, који су хтели да остану да живе у Југославији, нису прихватили ове промене и жеље хрватског врха, па су се стога организовали у циљу заштите својих права, и у жељи да остану део Југославије.
Дана 21. децембара, 1990. САО Крајина је званично проглашена, и објавила је да она жели остати део СФРЈ, и да ће на евентуално проглашење хрватске независности, Срби одговорити истом мером.
„Српско Народно Вијеће” 16. марта, 1991. је изгласало, да ће се у случају независности Хрватске од СФРЈ, Крајина прогласити независном од Хрватске, али у саставу Југославије. Неке крајишке вође су чак изјавиле жељу да Крајину анектира Србија.
Дана 12. маја 1991. одржан је референдум о даљој судбини Крајине. На референдуму су могли да учествују само Срби. Референдумом је одлучено да се Крајина отцепљује од Хрватске, и да остаје део Југославије.
Убрзо након проглашења независности почели су сукоби између Срба и Хрвата. ЈНА покушава да раздвоји зараћене стране, али убрзо стаје на страну Срба и помаже им да прошире територију коју контролишу. Западна Славонија и Источна Славонија, Барања и Западни Срем долазе под српску контролу, и тада Срби држе под влашћу трећину површине авнојевске Хрватске.
Дана 19. децембра, 1991. Милан Бабић (председник САО Крајине) и Горан Хаџић (председник Источне Славоније, Барање и Западног Срема) су прогласили уједињење ове две области и прогласили Републику Српску Крајину. Фебруара 1992. ова република се прогласила независном.

## Политика
Састав Владе САО Крајине од 29. маја до 19. децембра 1991. године:
- предсједник Владе: Милан Бабић
- потпредсједник Владе: Душан Старевић
- потпредсједник: Јован Катић
- потпредсједник: Ристо Матковић
- министар одбране: Милан Бабић (од 21. новембра 1991. потпуковник Милан Тарбук)
- министар унутрашњих послова: Милан Мартић
- министар спољашњих послова: Јован Радуловић
- министар финансија: Милан Баук
- министар за правосуђе и управу: Ристо Матковић
- министар за индустрију и привредни развој: Јован Катић
- министар пољопривреде, шумарства, водопривреде, туризма и трговине: Вељко Стоисављевић
- министар за електропривреду и енергетику: Вукашин Бабић
- министар саобраћаја и веза: Бранко Шимпрага
- министар урбанизма, стамбено-комуналних дјелатности и грађевинарства: Душан Вјештица
- министар образовања: Душан Баџа
- министар просвјете, културе и физичке културе: Душан Старевић
- министар за здравство, социјални рад и социјалну политику: Васо Лежајић
- министар информисања: Лазар Мацура
- министар вјера: Петар Штиковац